# Siddis de Karnataka

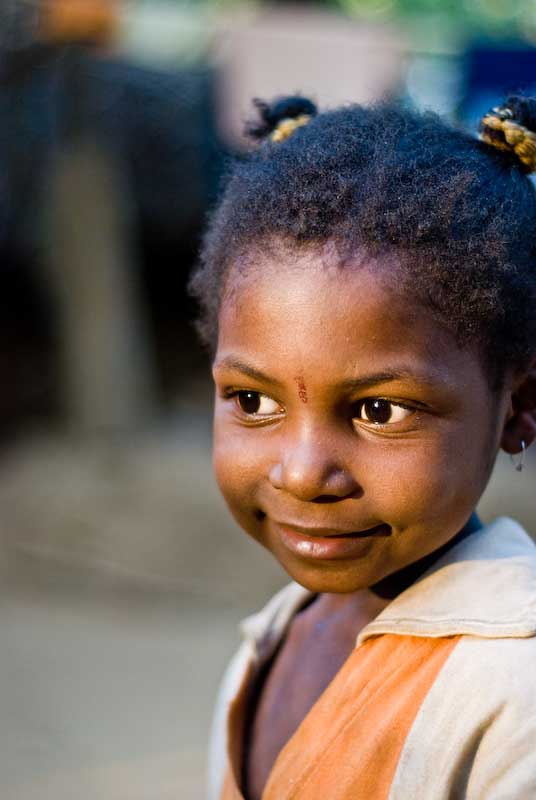
Una nena Siddi de Yellapur taluk, Districte Uttara Kannada, Karnataka, India.

Els siddis de Karnataka (també anomenats Siddhis) és un grup humà de la diàspora africana que habiten a l'estat de Karnataka, a l'Índia. Els membres descendeixen de pobles Bantu de la zona dels Grans Llacs d'Àfrica que foren portats al subcontinent indi com esclaus per mercaders portuguesos. A l'Índia hi ha uns 50.000 siddis, un terç dels quals viuen a Karnataka. A Karnataka, es concentren al voltant de Yellapur, Haliyal, Ankola, Joida, Mundgod i Sirsi, a Uttara Kannada i a Khanapur de Belgaum i Kalghatgi del districte de Dharwad. Molts siddis van emigrar al Pakistan després de la independència i viuen a Karachi i Sindh.

## Etimologia
Hi ha diverses hipòtesis sobre l'origen del nom siddi. Una teoria és que la paraula era un terme de respecte a l'Àfrica del nord, similar a la paraula sahib al Pakistan i l'Índia moderna. Una segona teoria és que el terme siddi és derivat del títol que tenien els capitans dels vaixells àrabs que van portar Siddi settlers a l'Índia per primera vegada. Aquests capitans eren coneguts com com Sayyid. El terme sembla que es troba en una moneda que segueix una descripció en una carta escrita per un William a bord el S.S. Nepal, un vaixell que va navegar d'Anglaterra a Ceilan i l'Índia del sud. La carta descriu la tripulació del vaixell que estava "composta de set amos anglesos i quaranta tres mariners, sis enginyers anglesos, trenta-cinc homes (musulmà) i quinze sidimen o negres."
De manera semblant, un altre terme per Siddis, habshi (d'Al-Habsh, el terme d'Àrab per referir-se a Abissínia), deriva del nom comú que rebien els capitans dels vaixells abissinis que van portar esclaus siddis per primera vegada al subcontinent. Finalment el terme va servir per a referir-se als altres africans i no només als siddis emancipats. Al cap d'un temps, es va referir també als seus descendents. A vegades són anomenats com a "Hafsi", que és considerat un insult.

## Història
La majoria dels siddhis de Karnataka descendeixen de pobles bantu del sud-est d'Àfrica que foren portats al subcontinent indi pels portuguesos entre els segles XVI i XIX. Durant la Inquisició de Goa, alguns d'aquests esclaus van ser alliberats i alguns van fugit als boscos del veí estat de Karnataka. Com que es van destruir els arxius de la inquisició, és molt difícil reconstruir la història dels siddhis de Karnataka. Tot i els pocs documents que hi ha sobre ells, es recorda la fotografia de l'opressió i el maltracte que han patit els esclaus afrodescendents a l'Índia. Uns quants d'ells, tanmateix, també van fugir de l'esclavitud. Mentre que la majoria d'ells foren víctimes del comerç d'esclaus, alguns d'ells també van ser importats pels Nawabs com a mercenaris militars en els segles XV i XVI. Altres eren mariners que navegaven en les rutes comercials d'orient.
El 2013, la biblioteca pública de Nova York va fer una exposició artística titulada Africans In Índia: From Slaves to Generals and Rulers, que explica les vides i el que van assolir els siddis al llarg de la història. Aquesta tenia 100 reproduccions de quadres i fotografies.

## Religió
Entre les famílies siddhis de Karnataka, hi ha musulmans i comunitats més petites de catòlics i hindus. El taluk Haliyal té poblacions de musulmans i cristians i els hindus es concentren en les zones de Yellapur i Ankola. Tot i que Siddhis han optat per religions diferents ells es casen amb membres de diferents religions sense problemes.
Adoració de Hiriyaru
El únic factor que lliga el Siddhis, sense tenir present la seva religió, és el Hiriyaru o l'adoració dels ancestres. Es creu que els morts són propers, en la forma d'esperits. Són considerats com testimonis que una família ha de consultar davant les seves preocupacions. En ocasions com naixements, matrimonis i morts, s'invoquen els avantpassats. La casa és organitzada al voltant dels Hiriyaru, els esperits dels pares morts. Significa un record dels pares, donant-los les gràcies per la seva cura durant molts anys i també cuiden del futur de la seva família. Tots els familiars han d'atendre a la funció, renovant les relacions de parentiu.
L'adoració del Hiriyaru es pot representar dues vegades cada any pel cap de la família. Normalment es fa durant el festival Navarathri a la primera setmana de novembre. Si això no és possible per alguna raó, també es pot representar en un altre festival major a l'abril, el Holi. Aquests evidentment no han de coincidir amb les dates de les defuncions dels pares i els siddis només observen el primer aniversari de la mort. Els siddhis hindús normalment fan funcions per marcar l'esdeveniment, però no de la mateixa manera que els cristians i els musulmans.

## Llengua
La majoria dels siddis parlen el Konkani, que pertany a la família de les llengües indoàries. Alguns també parlen altres llengües, com el kanarès i el marathi.

## Ocupació
Gairebé tot Siddis sobreviuen a l'actualitat com treballadors agrícoles casuals o com a treballadors domèstics. Els primers siddis que van arribar a Karnataka ho van fer pels boscos del nord de Kanara. Aquest és el lloc que van fer com la seva llar i van començar a cultivar aquestes terres. Els primers assentadors van fer pobles en aquestes zones.

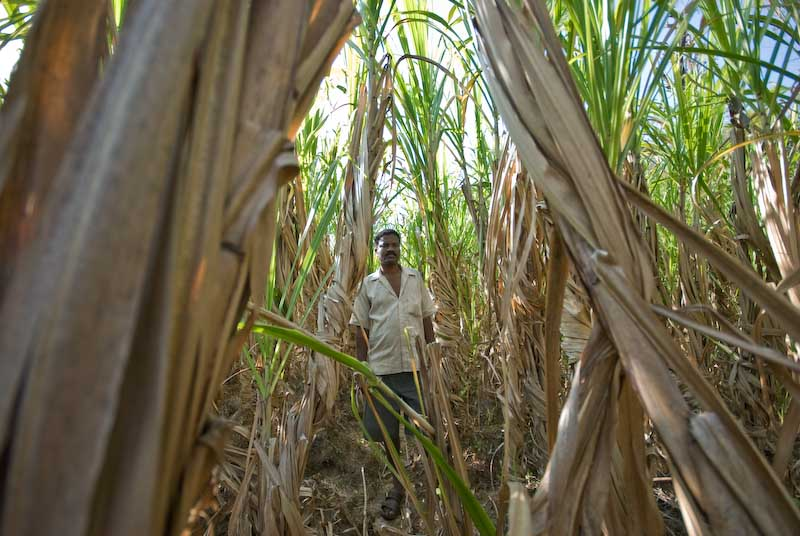
Pagès Siddi als camps del Districte de Yellapur, Karnataka, India.

## Assimilació
L'alt grau d'assimilació dels siddis a la cultura local és una característiques dels siddis de Karnataka (també dels de Maharashtra i Goa). Els hindús locals fins i tot han adoptat símbols de la costum siddi del Hiriyaru. Els siddis són poc diferents de les poblacions nadius, excepte les seves característiques racials. La immensa majoria dels siddis actuals de l'estat tenen avantpassats tant africans com indis. A l'actualitat hi ha molt poques poblacions purament siddis a Karnataka. Molts han perdut els seus noms originals africans i la seva cultura, tot i que hagin retingut algunes tradicions africanes en la forma de danses i música.